# W70

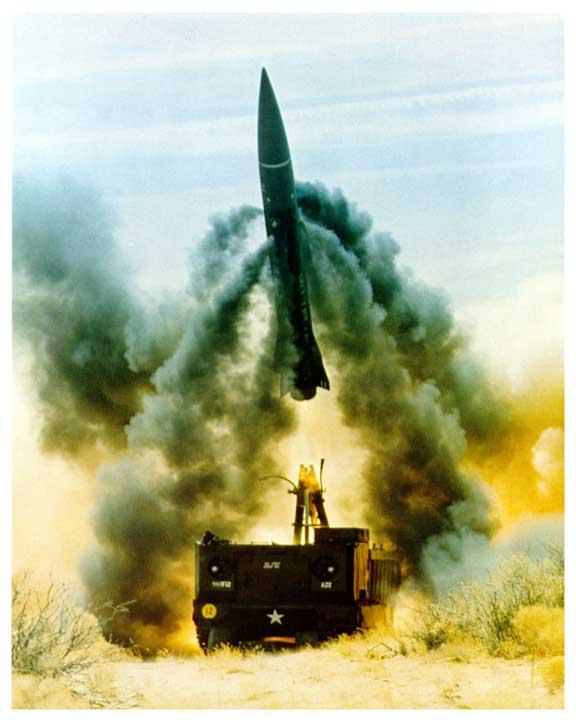
Lançamento do míssil superfície-superfície de curto alcance Lance, para o qual foi desenvolvida a ogiva nuclear W70.

W70 foi uma linha de ogivas nucleares dos Estados Unidos da América, criada na década de 1970 no Laboratório Nacional de Lawrence Livermore. Foram construídas cerca de 1 250 ogivas, com um rendimento variável de 1-100 quilotons de TNT, ajustadas antes do bombardeio.

## W70 Mod 3
O W70 Mod 3 foi um variante do projeto W70, com reforço de radiação (ou seja, uma bomba de nêutrons), porém Samuel Cohen, o criador da bomba de nêutrons criticou a opinião pública:
A W70 não é nem remotamente uma bomba de nêutrons. Em vez de ser o tipo de arma que, na mente popular, "mata as pessoas e poupa edifícios", mata e destrói fisicamente em uma escala maciça. O W-70 não discrimina o alvo, como a bomba de nêutrons - que, aliás, deve ser considerada uma arma que "mata o pessoal inimigo, poupando o tecido físico da população atacado, e até mesmo a população também.